# وينثروب دبليو. ألدريش
وينثروب دبليو. ألدريش (بالإنجليزية: Winthrop Williams Aldrich)‏ هو دبلوماسي ومحامي أمريكي، ولد في 1885 في رود آيلاند في الولايات المتحدة، وتوفي في 1974.

## وصلات خارجية
- وينثروب دبليو. ألدريش على موقع مونزينجر (الألمانية)
- وينثروب دبليو. ألدريش على موقع إن إن دي بي (الإنجليزية)